# Megalotica holombra
Megalotica holombra là một loài bướm đêm thuộc họ Geometridae. Nó là loài đặc hữu của Maui.